# Луций Кальпурний Пизон (консул 175 года)
Луций Кальпурний Пизон (лат. Lucius Calpurnius Piso) — римский государственный деятель второй половины II века.
Братом Пизона был консул 172 года Сервий Кальпурний Сципион Орфит. В 175 году Луций занимал должность ординарного консула вместе с Публием Сальвием Юлианом.